# Heinrich XI. (Reuß-Greiz)

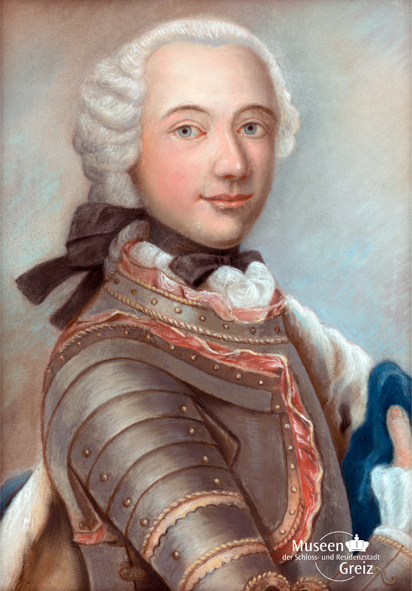
Fürst Heinrich XI. Reuß zu Greiz

Heinrich XI. Fürst Reuß ältere Linie, Graf und Herr zu Plauen, Herr zu Greiz, Kranichfeld, Gera, Schleiz und Lobenstein (* 18. März 1722 in Obergreiz; † 28. Juni 1800 in Greiz) aus dem Haus Reuß war ab 1723 regierender Graf, ab 1778 Fürst des Fürstentums Reuß älterer Linie, einem reichsunmittelbaren Territorium im Heiligen Römischen Reich.

## Leben
Heinrich XI. war ein Sohn des Grafen Heinrich II. Reuß zu Obergreiz (1696–1722) und dessen Gemahlin Gräfin Sophie Charlotte von Bothmer (1697–1748). Er folgte seinem Bruder Heinrich IX. 1723 als Graf Reuß zu Obergreiz. Seine Regierungszeit war mit über 77 Jahren außerordentlich lang.
Nach dem Tod des Grafen Heinrich III. Reuß zu Untergreiz 1768 fiel ihm auch Untergreiz zu. Damit konnte Heinrich XI. den reußischen Besitz der älteren Linie wieder in seiner Hand vereinigen. Er gestaltete die Residenz in Greiz systematisch um, errichtete zwischen 1769 und 1779 das Sommerpalais und gründete die Hofbibliothek.
Am 12. Mai 1778 wurde er als Fürst Reuß zu Greiz in den Reichsfürstenstand erhoben. Seine enge Bindung an das österreichische Kaiserhaus kommt auch in der Verleihung des Sankt Stephans-Orden zum Ausdruck.

## Nachkommen

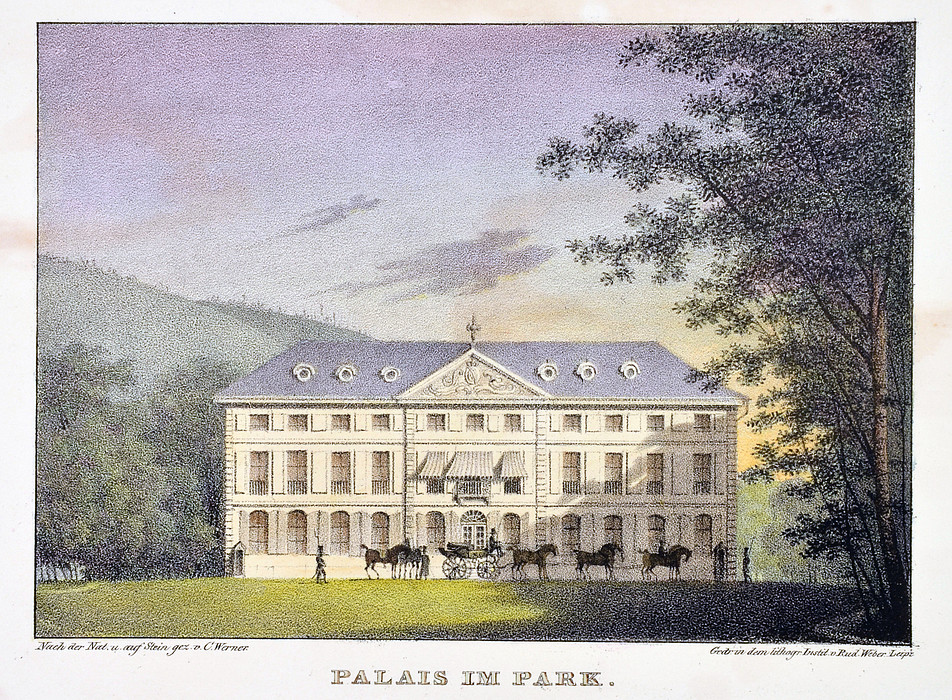
Das Sommerpalais zu Greiz, errichtet bis 1769

Heinrich XI. heiratete in erster Ehe am 4. April 1743 in Köstritz Konradine (1719–1770), Tochter des Grafen Heinrich XXIV. Reuß von Schleiz zu Köstritz, mit der er folgende Kinder hatte:
- Heinrich XII. (1744–1745)
- Amalie (1745–1748)
- Heinrich XIII. (1747–1817), Fürst Reuß zu Greiz ⚭ (1786) Prinzessin Wilhelmine Luise von Nassau-Weilburg (1765–1837)
- Friederike (1748–1816)
⚭ I. (1767) Graf Friedrich Ludwig zu Castell-Rüdenhausen (1746–1803) (geschieden 1769)
⚭ II. (1770) Prinz Friedrich zu Hohenlohe-Kirchberg (1732–1796)
- Heinrich XIV. (1749–1799) ⚭ (morg. 1797) Maria Anna Meyer, Frau von Eybenberg, (1775/76–1812)
- Heinrich XV. (1751–1825)
- Isabella (1752–1824) ⚭ (1771) Burggraf Wilhelm Georg von Kirchberg (1751–1777)
- Marie (1754–1759)
- Viktoria (1756–1819) ⚭ (1783) Fürst Wolfgang Ernst II. zu Isenburg-Birstein (1735–1803)
- Heinrich XVI. (1759–1763)
- Heinrich XVII. (1761–1807) ⚭ (morg. 1805) Babette Benigna von Wenz zum Lahnstein (1775–1838)

Seine zweite Ehe mit Alexandrine (1740–1809), Tochter des Grafen Christian Karl von Leiningen-Dagsburg, die er am 25. Oktober 1770 in Frankfurt am Main geheiratet hatte, blieb kinderlos.